# Wilfried Soltau
Wilfried Soltau   (Hamburg, 17 de juny de 1912 - Süsel, 27 de setembre de 1995) fou un piragüista alemany que va competir durant les dècades de 1940 i 1950.
El 1952 va prendre part en els Jocs Olímpics d'Estiu de Hèlsinki on va disputar dues proves del programa de piragüisme. Fent parella amb Egon Drews guanyà la medalla de bronze en la competició del C-2, 1.000 metres i C-2, 10.000 metres. Quatre anys més tard, als Jocs de Melbourne, fou quart en la prova del C-2, 10.000 metres.
En el seu palmarès també destaquen catorze campionats nacionals en el C2 i dos per equips.